# Beneath the Remains
Beneath the Remains treći je studijski album brazilskog metal sastava Sepultura. 
Sniman je u prosincu 1988. u studiju Nas Nuvens u Rio de Janeiru te objavljen u travnju 1989. Također, ovo je prvi Sepulturin album objavljen pod izdavačkom kućom "Roadrunner Records", a koproducent je bio Scott Burns. Album je dobio mnoge pozitivne kritike te je prodan u 600.000 primjeraka.

## Popis pjesama
| 1.    | »Beneath the Remains« | Max Cavalera, Kisser, Sepultura | 5:11 |
| 2.    | »Inner Self«          | Cavalera, Kisser, Sepultura     | 5:07 |
| 3.    | »Stronger Than Hate«  | Kelly Shaefer, Sepultura        | 5:50 |
| 4.    | »Mass Hypnosis«       | Cavalera, Kisser, Sepultura     | 4:22 |
| 5.    | »Sarcastic Existence« | Cavalera, Kisser, Sepultura     | 4:43 |
| 6.    | »Slaves of Pain«      | Cavalera, Kisser, Sepultura     | 4:00 |
| 7.    | »Lobotomy«            | Cavalera, Kisser, Sepultura     | 4:55 |
| 8.    | »Hungry«              | Cavalera, Kisser, Sepultura     | 4:28 |
| 9.    | »Primitive Future«    | Cavalera, Kisser, Sepultura     | 3:08 |
| 42:14 |                       |                                 |      |

| 10. | »A Hora e a Vez do Cabelo Nascer« | Arnolpho Lima Filho, Os Mutantes | 2:23 |
| 11. | »Inner Self (Drum tracks)«        | Sepultura                        | 5:11 |
| 12. | »Mass Hypnosis (Drum tracks)«     | Sepultura                        | 4:22 |

## Zasluge
- Sepultura

- Max Cavalera — vokal, ritam gitara, miksanje
- Igor Cavalera — bubnjevi
- Andreas Kisser — gitara
- Paulo Jr. — bas-gitara